# Vikentij Vikent'evič Veresaev
Vikentij Vikent'evič Veresaev, in russo Викентий Викентьевич Вересаев?, vero cognome Smidovič (Tula, 16 gennaio 1867, 4 gennaio del calendario giuliano – Mosca, 3 giugno 1945), è stato uno scrittore russo.
L'abitudine all'osservazione minuziosa e attenta, derivatagli dalla sua professione principale di medico, lo porta a creare, nelle sue opere narrative, un quadro dettagliato e preciso degli orientamenti dell'intellighenzia russa a cavallo dei due secoli e proprio nel periodo antecedente e posteriore la Rivoluzione russa.
Tipici al riguardo sono i romanzi: Senza via d'uscita, del 1895; Le memorie di un medico, del 1901; A una svolta, del 1902; Verso la vita, del 1909; Nel vicolo cieco, del 1922 e Le sorelle, del 1933.
Ha anche scritto saggi critici letterari, biografie romanzate e interessanti memorie.